# 2004-es magyar teniszbajnokság
A 2004-es magyar teniszbajnokság a százötödik magyar bajnokság volt. A bajnokságot június 8. és 12. között rendezték meg Budaörsön, a Budaörsi Teniszcentrumban. A férfi páros döntőt csak augusztus 9-én játszották le, mivel Ott Márton vállsérülés miatt nem tudott kiállni, az ellenfél pedig játék nélkül nem akart bajnok lenni.

## Eredmények
| Versenyszám  | Arany                                          | Arany | Ezüst                                                            | Ezüst | Bronz                                                                                            | Bronz |
| ------------ | ---------------------------------------------- | ----- | ---------------------------------------------------------------- | ----- | ------------------------------------------------------------------------------------------------ | ----- |
| Férfi egyéni | Balázs György Hód TC                           |       | Kiss Sebő Tordas SE                                              |       | Szatmáry Adrián Tálentum TCTatár Zsolt Tordas SE                                                 |       |
| Női egyéni   | Berecz-Szatmári Boglárka Zalaegerszegi TE      |       | Stadler Ildikó Zalaegerszegi TE                                  |       | Berecz-Szatmári Kinga Zalaegerszegi TEÁcs Júlia MTK                                              |       |
| Férfi páros  | Jancsó Miklós, Pákai Norbert Hód TC, Tordas SE |       | Fonó László, Ott Márton Tordas SE, Vasas SC                      |       | Noszály Sándor, Tatár Zsolt Mivas SE, Tordas SESzathmáry Tibor, Szépvölgyi Tamás Hód TC          |       |
| Női páros    | Ács Júlia, Fodor Zsuzsa MTK, Vasas SC          |       | Berecz-Szatmári Boglárka, Berecz-Szatmári Kinga Zalaegerszegi TE |       | Marosi Katalin, Noszály Andrea Malév SC, SzentendreAdankó Miljana, Borsányi Csilla MTK, Vasas SC |       |